# Szczaw skupiony
Szczaw skupiony (Rumex conglomeratus) – gatunek rośliny należący do rodziny rdestowatych. Jest szerokorozprzestrzeniony: naturalnie występuje w Azji, Afryce Północnej i Europie, rozprzestrzenił się również w obydwu Amerykach, Afryce, Australii, Makaronezji i Maskarenach. Na terenie Polski jest dość pospolity, zwłaszcza na południu, na północnym wschodzie rzadki.

## Morfologia

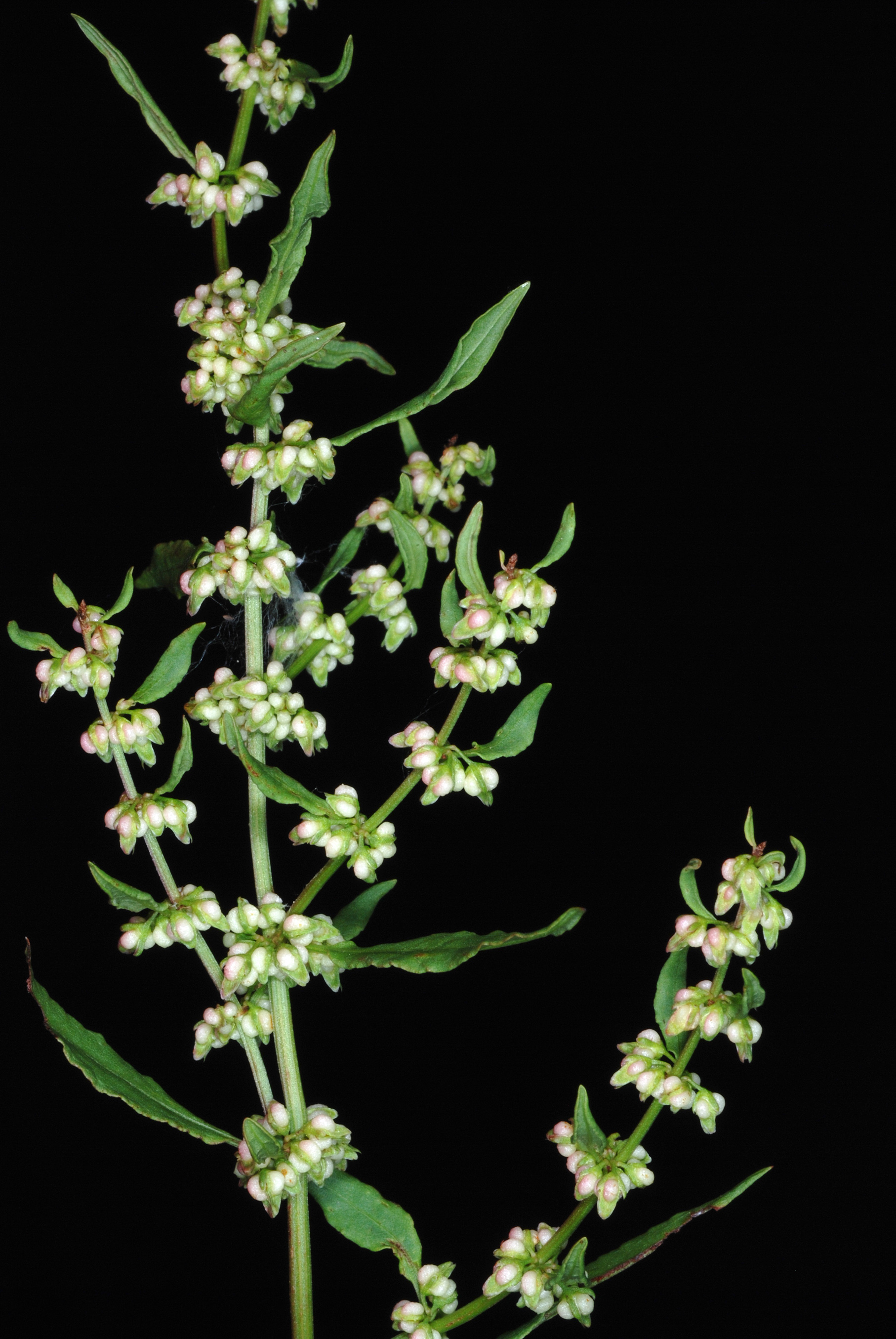
Kwiatostan

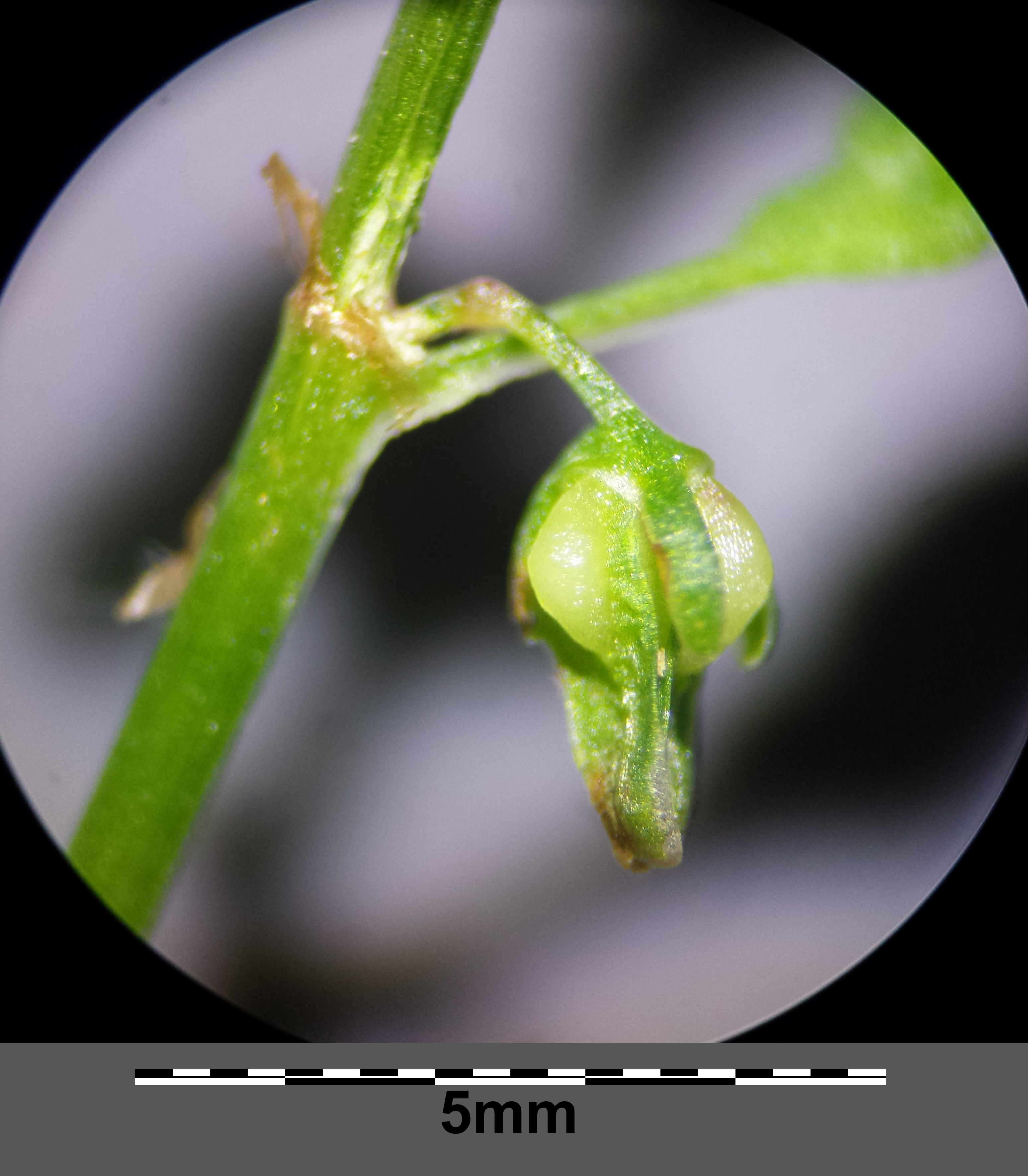
Całobrzegie listki okwiatu z guzkami

ŁodygaWzniesiona, rozgałęziająca się górą. Osiąga wysokość (wraz z kwiatostanem) 30-80(100) cm. Pod ziemią występuje wrzecionowate, pionowe kłącze.
LiściePodługowate, u nasady sercowate. Liście odziomkowe długoogonkowe, górne liście łodygowe siedzące, o długości 5-20 cm.
KwiatyLuźny, przerywany kwiatostan o kwiatach zgrupowanych okółkowo, ulistniony niemal do szczytu. Trzy wewnętrzne listki okwiatu są jajowatolancetowate, tępe, równe długością szypułce, lub nieco tylko krótsze i posiadają duże guzki.

## Biologia i ekologia
Bylina, hemikryptofit. Siedlisko: bagna, rowy, brzegi ścieków i lasów. Kwitnie od lipca do września. Liczba chromosomów 2n = 20(18, 40).

## Zmienność
Tworzy mieszańce z szczawiem błotnym, sz. gajowym, sz. kędzierzawym, sz. lancetowatym, sz. nadmorskim, sz. tępolistnym, sz. wodnym i in.